# Bulbophyllum ophiuchus
Bulbophyllum ophiuchus är en orkidéart som beskrevs av Henry Nicholas Ridley. Bulbophyllum ophiuchus ingår i släktet Bulbophyllum och familjen orkidéer.

## Underarter
Arten delas in i följande underarter:
- B. o. baronianum
- B. o. ophiuchus